# 柳沢里世
柳沢 里世（やなぎさわ さとよ、寛政元年10月19日（1789年12月5日） - 文政10年4月30日（1827年5月25日））は、越後三日市藩の5代藩主。4代藩主・柳沢里之の長男。正室は板倉勝政の娘。柳沢里顕室など2女あり。官位は従五位下、信濃守。幼名は吉蔵。

## 経歴
文化元年（1804年）9月18日、里之の死により家督を相続した。文化6年（1809年）10月1日、将軍徳川家斉に拝謁する。同年12月16日、従五位下・信濃守に叙任する。文化8年（1811年）2月5日、大坂加番を命じられる。文化10年（1813年）4月5日、日光祭礼奉行を命じられる。文政9年（1826年）4月8日、隠居し、養子の里顕に藩主を継がせた。翌文政10年（1827年）に死去した。

## 系譜
父母
- 柳沢里之（父）
- 富田氏 - 側室（母）

正室
- 美寿子 - 板倉勝政の娘

子女
- 柳沢英子 - 柳沢里顕室

養子
- 柳沢里顕 - 柳沢保光の九男